# Nephthea elongata
Nephthea elongata är en korallart som beskrevs av Kükenthal 1895. Nephthea elongata ingår i släktet Nephthea och familjen Nephtheidae. Inga underarter finns listade i Catalogue of Life.